# Ilnacora nicholi
Ilnacora nicholi är en insektsart som beskrevs av Knight 1963. Ilnacora nicholi ingår i släktet Ilnacora och familjen ängsskinnbaggar. Inga underarter finns listade i Catalogue of Life.